# Bergamo Basket 2014
La Bergamo Basket 2014 è stata una società di pallacanestro maschile della città di Bergamo.

## Storia

### Dal 1970 al 1980
Jago Basket Club: dagli esordi alla Serie D
La storia della società inizia nel 1970 quando alcuni amici che giocavano a basket insieme a scuola decidono di mantenere attivo il gruppo anche negli anni dell´Università fondando l’associazione sportiva Jago Basket Club. Trascorsi alcuni anni l´ambizione del gruppo porta a rinforzare la squadra con nuovi elementi e i giocatori originari diventano dirigenti, portando la Jago Basket Club, che giocava nella palestra di Longuelo, prima in Promozione e poi, nel 1980, in Serie D.

### Dal 1980 al 1990
L’ingresso nella “Polisportiva La Torre” e l’acquisizione dei diritti della “U.S. Carnovali”
Con il passaggio in Serie D il club sposta il campo di gioco al Palazzetto di Torre Boldone, entrando a far parte della Polisportiva La Torre. A Torre Boldone la Società inizia un'attività giovanile con larga diffusione sul territorio, trovando nella cittadina della Val Seriana l´ambiente ideale per costruire una realtà sportiva in grado di durare nel tempo. La prima annata in serie nazionale tuttavia non è molto esaltante e coincide con un'immediata retrocessione in Promozione.
Occorre aspettare la stagione 1985-1986 per riacquistare un nuovo passaggio in Serie D, questa volta con uno sponsor importante, la C&G Peugeot (ora MaarAuto) di Bergamo. La Squadra di Torre Boldone rimane in Serie D per alcuni anni e ottiene buoni risultati.
Nel 1989, al termine di una stagione contraddistinta da episodi sfortunati, arriva una nuova retrocessione. Il gruppo dirigenziale vuole però mantenere la squadra in serie nazionale e decide di acquisire i diritti della U.S. Carnovali (in quel momento in una fase di difficoltà organizzativa) fondendo le due società per disputare ancora il campionato di Serie D.

### Dal 1990 al 2000
Il nuovo sponsor “Scame” e l’ascesa in Serie B2
Nel frattempo è arrivato un nuovo sponsor, storico per la pallacanestro bergamasca, la SAV Trasporti. Con questa maglia i torreboldonesi cercano con costanza per alcuni anni di guadagnare la Serie C. Ci riescono nel 1994, proprio quando sulle maglie dei giocatori appare per la prima volta, come secondo sponsor, il nome che avrebbe fatto la storia della Carnovali-La Torre: la Scame, azienda leader nella produzione di materiale elettrico. Con il nuovo sponsor la squadra disputa nella stagione 1994-1995 il primo campionato di Serie C e arriva una sorpresa inattesa: la squadra si aggiudica i playoff all´ultima giornata, come quarta classificata, poi rifila un secco 2-0 sia a Pavia che a Pisogne e si trova di colpo in Serie B2. La Scame Torre Boldone disputa poi ben otto campionati di B2, consolidandosi come la seconda realtà di Bergamo dopo il Celana.

### Dal 2000 al 2012
La Serie B1, le retrocessioni e la nascita della “Scame Virtus Bergamo Terno”
La squadra rimane in Serie B2 fino al 2002-2003 quando, al termine di una stagione piena di infortuni, torna in Serie C. Nell´estate che segue la retrocessione arrivano nuovi dirigenti e un nuovo sponsor, la Tesmed, azienda leader nel settore degli elettrostimolatori.
La società riparte con rinnovato entusiasmo e dopo un solo anno ritorna in Serie B2 fino all´ultima stagione disputata, quella d´oro del 2004-2005. Dopo aver vinto il girone A e aver superato brillantemente i play-off, la squadra conquista la Serie B1.
Con il cambio di categoria arriva un nuovo sponsor ufficiale e per la stagione 2005-2006 la squadra porta i colori della Herod, affermato marchio per l´abbigliamento sportivo uomo e bimbo. La stagione si conclude in modo drastico: la Herod Basket Bergamo è ultima classificata e retrocede in Serie B2. Nonostante il ritorno della “Scame” come main sponsor, la stagione non si conclude nei migliori dei modi: la squadra, al termine del campionato, occupa la penultima posizione della classifica e retrocede in C1.
Nell´estate del 2007, la dirigenza della U.S. Carnovali e la dirigenza Aurora Basket Terno comunicano di aver raggiunto un accordo finalizzato alla miglior gestione delle risorse societarie, umane, tecniche e sportive al fine di garantire il miglior sviluppo della pallacanestro a Bergamo città, a Terno d´Isola e in tutto il territorio provinciale. Con questo atto, nasce la Scame Virtus Bergamo Terno.
L´inserimento all´interno dello staff dirigenziale Carnovali di figure storiche del basket ternense è ritenuto il miglior presupposto per il raggiungimento di importanti risultati sportivi nel campionato nazionale di serie C1, garantendo nel contempo il massimo impegno nello sviluppo dell´attività giovanile, che riceverà dall´unione delle forze nuovi rilevanti impulsi. Gli ultimi anni vedono Virtus raggiungere i propri obiettivi di inizio stagione, alternando la presenza ai playoff di categoria a salvezze raggiunte con largo anticipo.

### Dal 2013 a oggi
L’ingresso del main sponsor “Co.Mark” e la fondazione del Bergamo Basket 2014
Nella stagione 2013-2014, l’arrivo del main sponsor Co.Mark cambia radicalmente gli obiettivi della società, che diventa più che mai faro dell’attività cestistica cittadina. La squadra allestita per la stagione di DNC è di primo livello e dopo un campionato trionfale arriva la promozione diretta in DNB. Massimo Lentsch, titolare della Co.Mark, diventa Presidente della società a cavallo dell’anno solare, accelerando ulteriormente il processo di rinnovamento di tutte le componenti societarie.
Nasce così Bergamo Basket 2014, sodalizio sportivo che raccoglie eredità e diritti sportivi della Virtus Bergamo Terno e che riunendo al suo interno le realtà di Virtus Isola, Excelsior, Torre Boldone, Villaggio degli Sposi, Azzanese\Stezzano, Almenno San Salvatore e Almenno San Bartolomeo dà anche il via a un nuovo progetto giovanile d’eccellenza in Bergamo città. La stagione regolare 2014/2015 si chiude al 7º posto e nei Play-Off Bergamo Basket 2014 batte 2-1 la favorita Amici Pallacanestro Udinese (classificatasi seconda) e sfida in semifinale la Fortitudo Bologna: tre partite combattutissime che portano i bolognesi in finale e ai gialloneri tanti complimenti per le prestazioni.

### Stagione 2015-2016
La squadra viene affidata al Coach Cesare Ciocca: vengono inseriti nove nuovi giocatori, restando solo i confermati Mercante e Chiarello (quest’ultimo nominato capitano). Gli obiettivi dichiarati a inizio stagione sono importanti e puntano a riportare Bergamo nel basket che conta. A livello societario si registra l’ingresso di due nuovi soci: Vincenzo Locatelli di Intertrasport e Claudio Zanese di Clf. La squadra disputa un eccellente campionato, dimostrandosi solida e tecnicamente preparata. Si posiziona al secondo posto in classifica e durante i Play-Off arriva in finale, venendo sconfitta solo a gara-5 dalla favorita Amici Pallacanestro Udinese.

### Stagione 2016-2017
Dopo una gran cavalcata nei Play-Off, chiusa con il successo 3-0 contro Cento, la Co.Mark Bergamo Basket 2014 affronta la Final Four promozione a Montecatini, venendo però sconfitta da Montegranaro e Cuore Napoli Basket. La promozione in Serie A2 arriva però il 2 agosto 2017, quando – dopo l’esclusione di Caserta dai campionati nazionali – la FIP ufficializza il ripescaggio nella seconda serie nazionale.

### Stagione 2017-2018
Inserita nel girone Est di Serie A2 al posto della Vanoli Cremona – a sua volta ripescata in Serie A – Bergamo disputa il campionato con un roster rinnovato, giocando le partite interne al PalaNorda di Piazzale Enrico Tiraboschi. La società decide di rinunciare ad un title sponsor e chiamarsi semplicemente Bergamo, in una sorta di dedica alla città; contestualmente viene anche modificata – in conformità ai regolamenti vigenti – la ragione sociale, che diventa Società Sportiva Dilettantistica a Responsabilità Limitata. Dalla 22. giornata di campionato la guida tecnica della squadra passa a Giancarlo Sacco, che sostituisce sulla panchina di Bergamo Cesare Ciocca. Nelle restanti otto giornate di Regular Season, Bergamo conquista sette vittorie consecutive, perdendo solo contro la Fortitudo Bologna dopo un tempo supplementare nella 23. giornata. Complice la sconfitta all’ultima gara di Pallacanestro Piacentina, rivale diretta, Bergamo riesce nell’impresa di ottenere la salvezza senza passare dai play-out al suo primo anno di Serie A2.

### Stagione 2018-2019
Per la stagione in corso, la guida tecnica della squadra viene assegnata a coach Sandro Dell'Agnello, il roster viene totalmente rinnovato, le uniche conferme sono Giovanni Fattori e Luigi Sergio quest'ultimo nominato capitano.
Bergamo viene spostata nel girone ovest del campionato di Serie A2, nel quale milita la Blu Basket 1971, rendendo così possibile il derby in terra bergamasca.
A fine dicembre 2018 la squadra si candida campione d'inverno, finendo il girone di andata in prima posizione, conquista così una storica qualificazione alla Coppa Italia Lega Nazionale Pallacanestro 2019.

## Allenatori e Presidenti
- 2015-2018:  Cesare Ciocca
- 2018:  Giancarlo Sacco
- 2018-2019:  Sandro Dell'Agnello
- 2019-2021:  Marco Calvani
- 2021-2022:  Devis Cagnardi
- 2022-2023:  Gabriele Ghirelli
- 2023-2024:  Gabriele Grazzini

- 2014-2021:  Massimo Lentsch
- 2021-2024:  Vincenzo Galluzzo